# Quartiere Villa Pagani
Il quartiere Villa Pagani (Vila dal Pagàn in dialetto corbettese, AFI: [vila dal Paɢɑ̃n]) è un quartiere del comune di Corbetta in provincia di Milano, situato a breve distanza dal centro storico del centro del comune di appartenenza.

## Storia

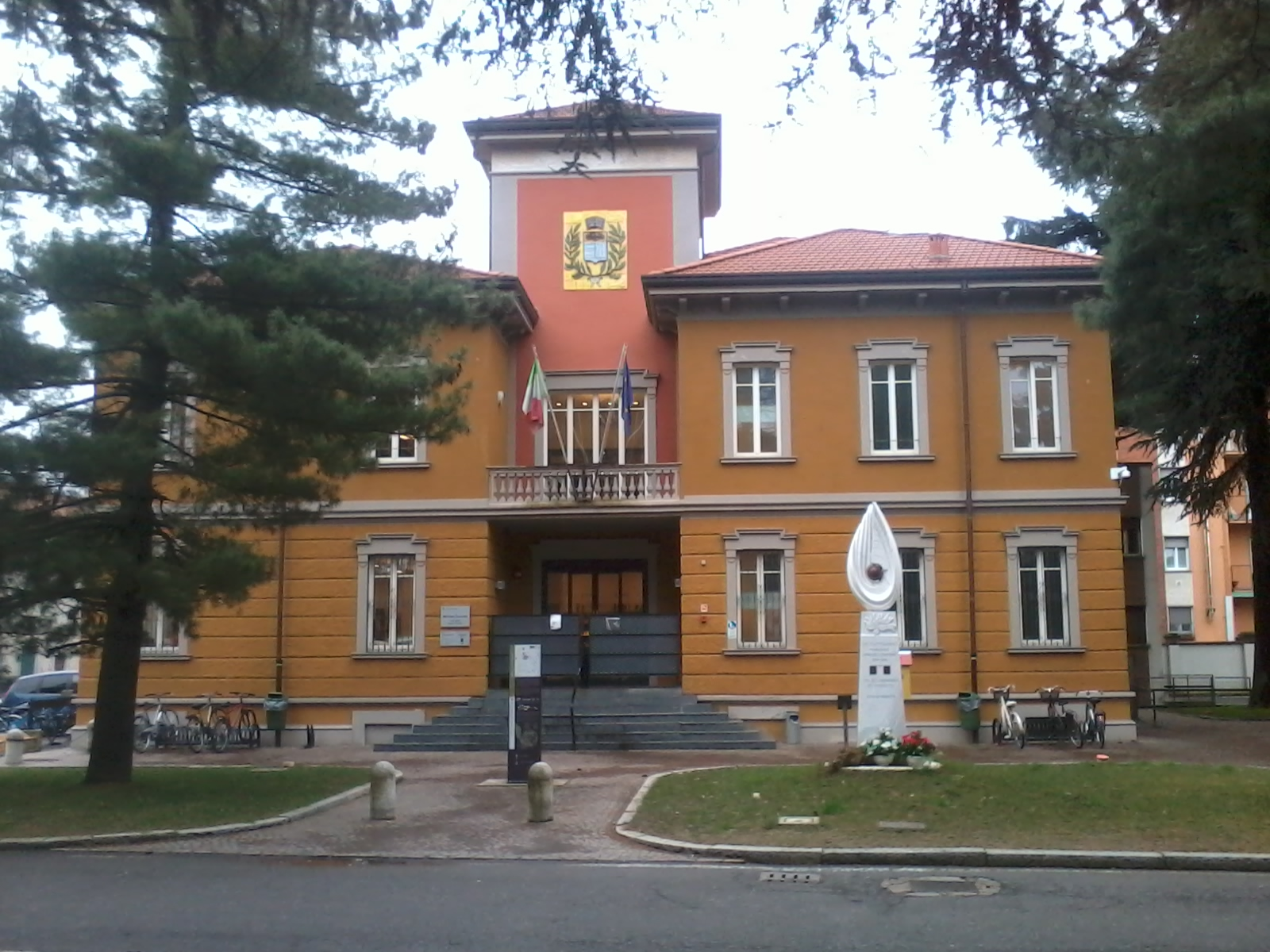
L'attuale sede della biblioteca di Corbetta ricavata dall'edificio precedentemente utilizzato come municipio

Il quartiere come lo si può vedere oggi sorse attorno agli anni '20 del XX secolo, in concomitanza con l'apertura di via Roma attraverso l'ex giardino della seicentesca Ca' Erba e la costruzione di Villa Pagani, l'edificio più rappresentativo del quartiere da cui esso, appunto, trae il nome.
Dal completamento della villa nel 1929, il quartiere divenne sempre più un'area residenziale raffinata con numerosi villini alto-borghesi di stile liberty ed uffici di pubblico utilizzo, come il vecchio palazzo comunale (oggi sede della biblioteca comunale e precedentemente sede dell'Ufficio Postale di Corbetta), sorto proprio di fronte all'ingresso della villa riadattando un villino d'abitazione privata, per volere di Enrico Pagani, proprietario della villa omonima ed in quegli anni podestà del comune di Corbetta.
Sino alla chiusura della tratta Milano-Magenta nel 1957, il quartiere era attraversato dalle rotaie del Gamba de legn, la nota tramvia che collegava Milano con la periferia ovest ed il magentino.
Nella medesima area del quartiere si trova anche l'acquedotto cittadino, costruito nel 1938, oltre all'ambulatorio medico "Suor Michelina", dedicato alla benemerita religiosa corbettese.
Qui sorge anche l'unico istituto di istruzione superiore presente entro il territorio corbettese, ovvero l'istituto odontotecnico Mainardi, alloggiato entro le mura della vecchia scuola elementare comunale.
Nel 2014, davanti all'attuale sede della biblioteca comunale, è stato inaugurato un monumento in occasione del bicentenario dell'Arma dei Carabinieri, realizzato dallo scultore carrarese Gino Corsanini.

## Monumenti e luoghi d'interesse

### Architetture civili

#### Villa Pagani Della Torre
La villa, situata in piazza XXV Aprile, risale al primo ventennio del Novecento. La costruzione presenta all'esterno decorazioni ad affresco ed incisioni che si riallacciano ai motivi tipici del villino borghese, seguendo la moda liberty dell'epoca. La casa sorge su quanto rimane del giardino dell'antica Ca' Erba che si estendeva dall'attuale via Verdi a via Battisti. Iniziata la costruzione nel 1925 e terminata nel 1929, da quell'anno sino al 1934 fu la residenza del podestà Enrico Pagani.
Nel 1971 la villa venne acquistata dal comune di Corbetta ed intitolata ad Angelo Della Torre, il bambino miracolato dalla Madonna del santuario nel 1555. Da allora fu sede prima dell'ufficio tecnico, poi del magazzino comunale; attualmente ospita le sedi della Pro Loco, della banda e di altre associazioni culturali locali.
Il portico d'ingresso, retto da colonne binate in cemento decorativo, è ornato da due grandi graffiti a tratto nero su sfondo ocra, che riproducono un duello fra cavalieri e una figura in armatura con valletti, inquadrati in una prospettiva architettonica.

#### Biblioteca comunale (ex palazzo municipale)
La struttura che oggi ospita la biblioteca comunale venne derivata dall'ampliamento, compiuto nel 1929, di una precedente villa residenziale con torretta. Il complesso venne acquistato dal Enrico Pagani, all'epoca podestà di Corbetta, per farne la nuova sede comunale nel complesso di risistemazione dell'intero quartiere con la costruzione della sua abitazione proprio di fronte. Il palazzo rimase sede dell'amministrazione comunale di Corbetta sino al trasferimento del municipio presso Villa Frisiani Olivares Ferrario nel 1980. Successivamente divenne sede dapprima delle Poste e poi della biblioteca comunale.
La struttura è articolata su una torretta belvedere centrale e su due ali laterali, di cui quella verso via Roma è la più antica, mentre l'altra è stata realizzata specularmente con gli ampliamenti del 1929. In facciata, sulla torretta, si trova lo stemma della città a formelle smaltate realizzato dallo scultore P. Tizzoni nel 1964.

#### Altre ville

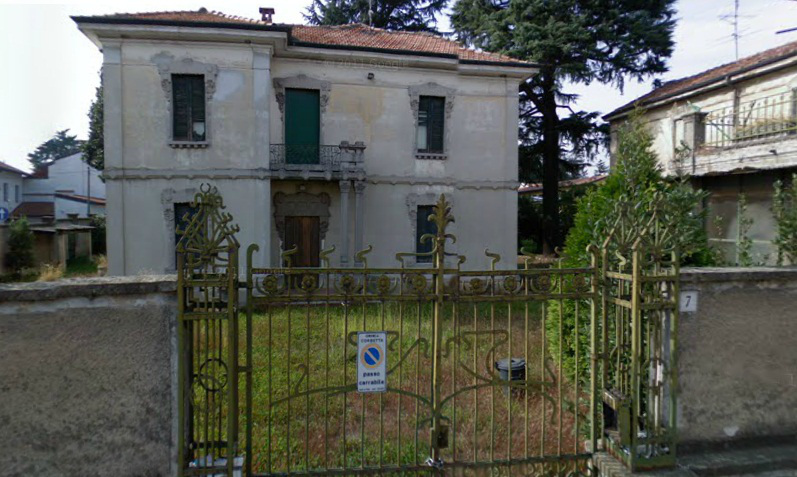
Villa Cislaghi
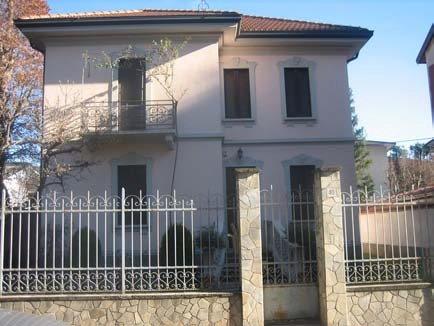
Villa Galeazzi
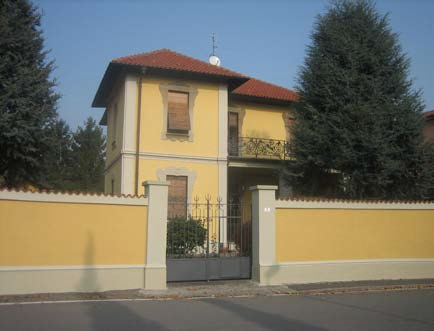
Villa Colombini
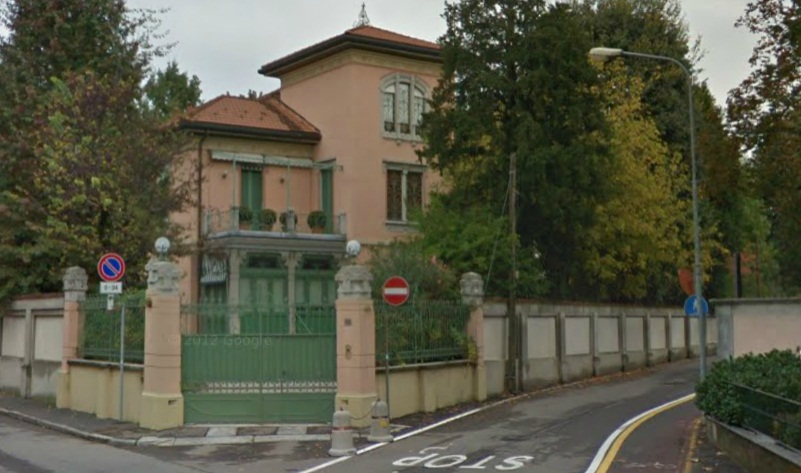
Villa Luigia o Villa Meroni
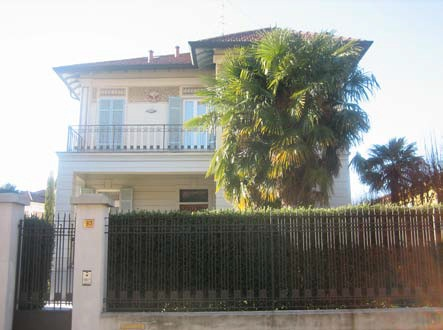
Villa Maggiolini
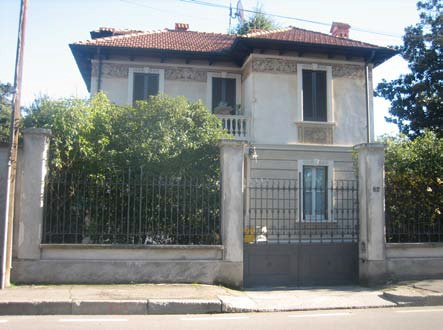
Villa Meda
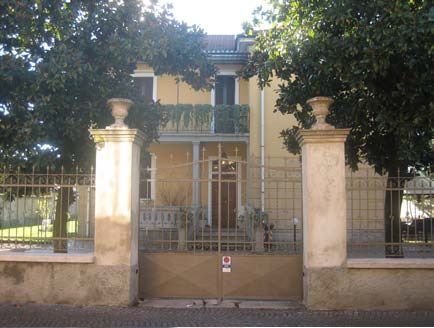
Villa Nanni Rosiello
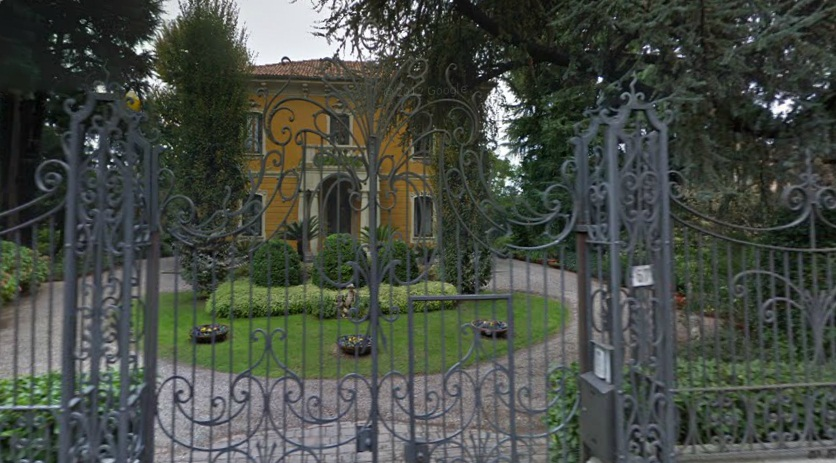
Villa Pagani (via Volta)
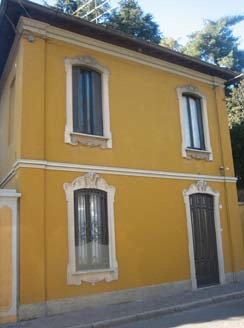
Villa Sambinello Pecchio
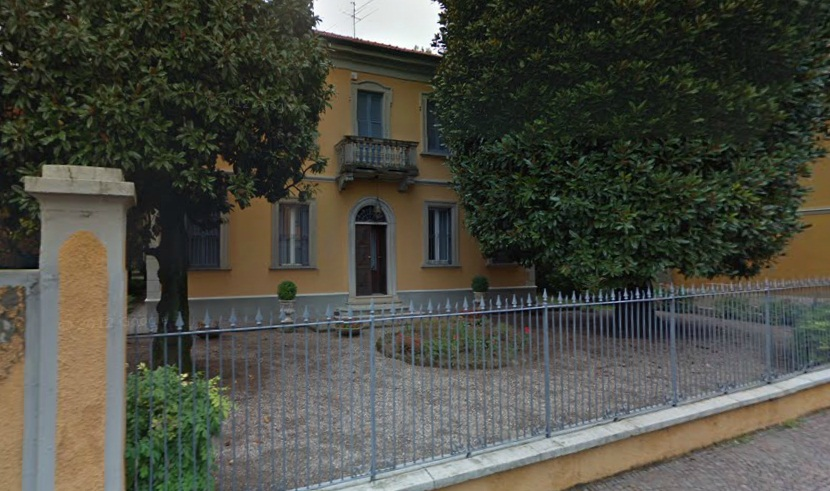
Villa Zari
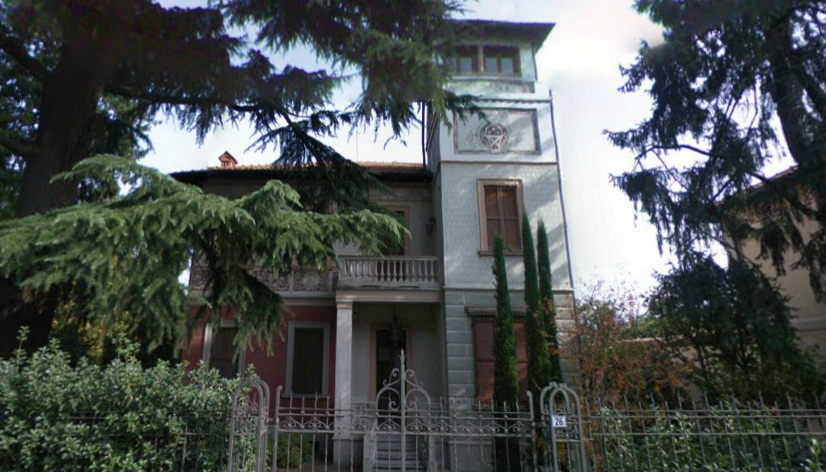
Villino Serati De Vecchi
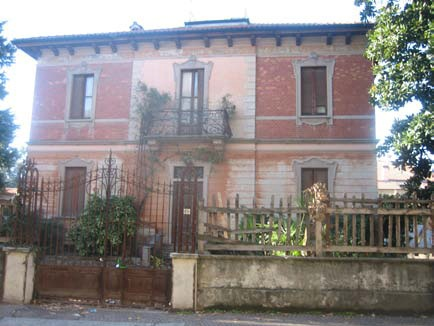
Villa Capsoni